# Rhyothemis variegata
Rhyothemis variegata är en trollsländeart. Rhyothemis variegata ingår i släktet Rhyothemis och familjen segeltrollsländor. IUCN kategoriserar arten globalt som livskraftig.

## Underarter
Arten delas in i följande underarter:
- R. v. arria
- R. v. imperatrix
- R. v. splendida
- R. v. variegata

## Bildgalleri

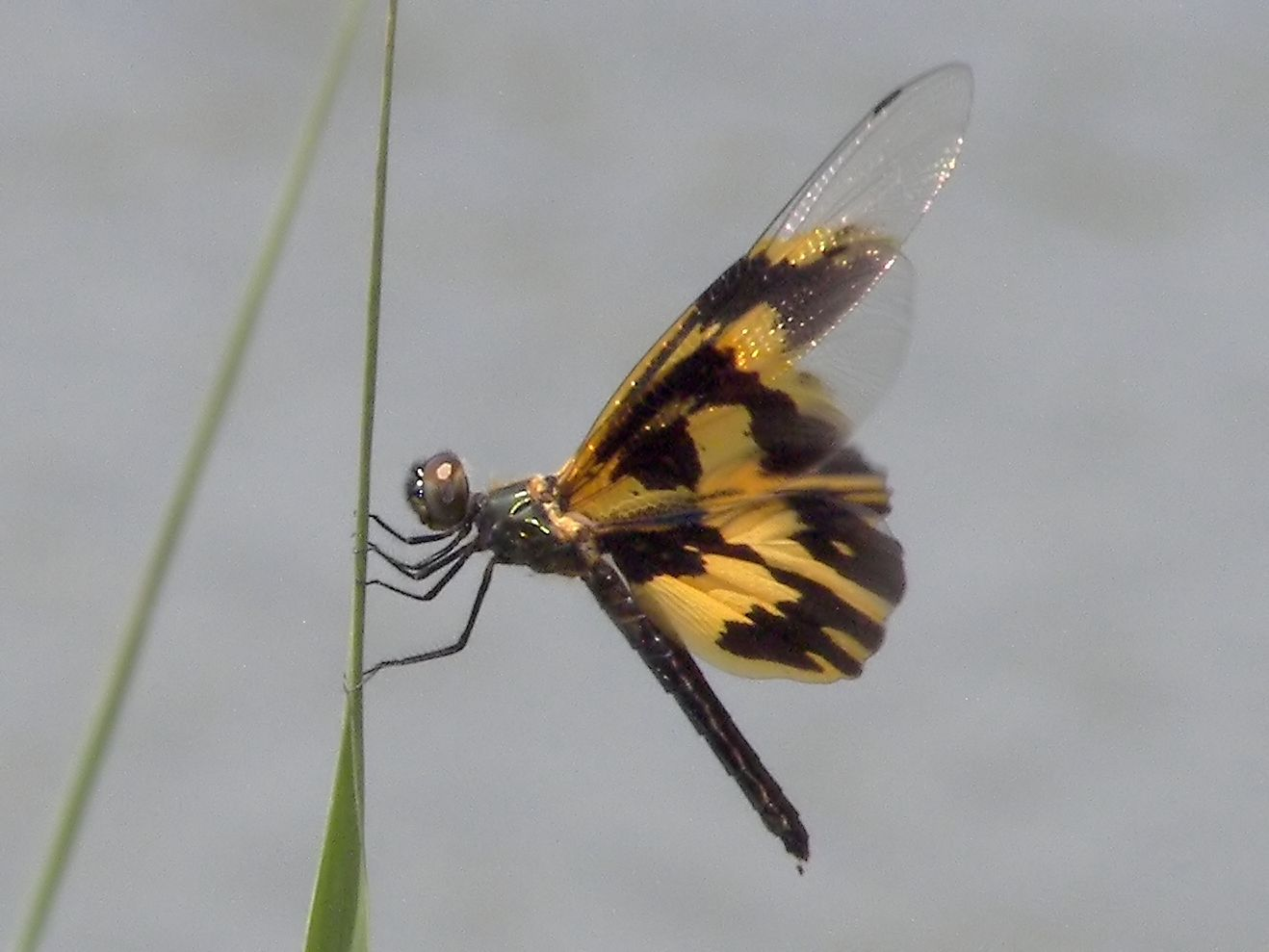
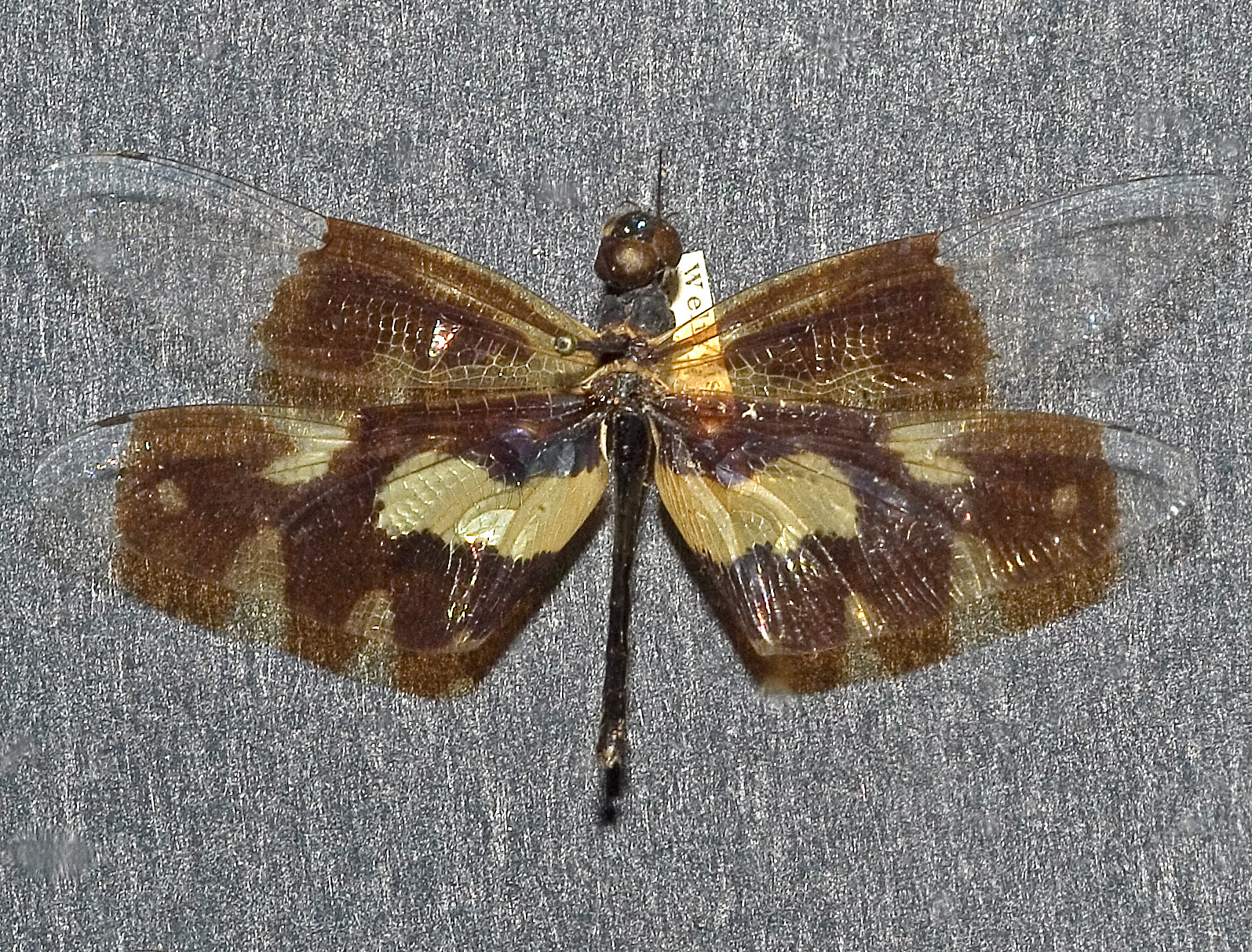
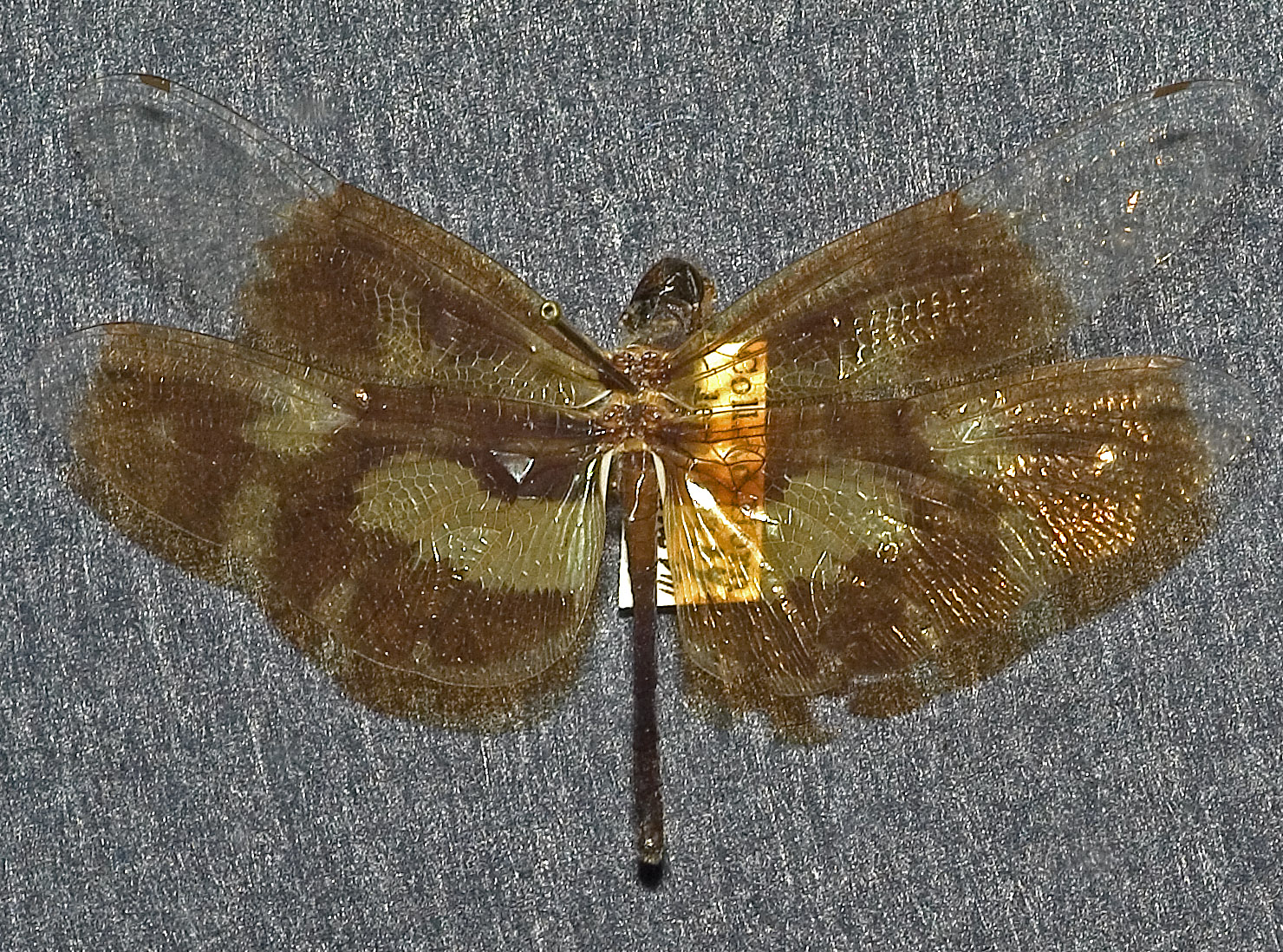
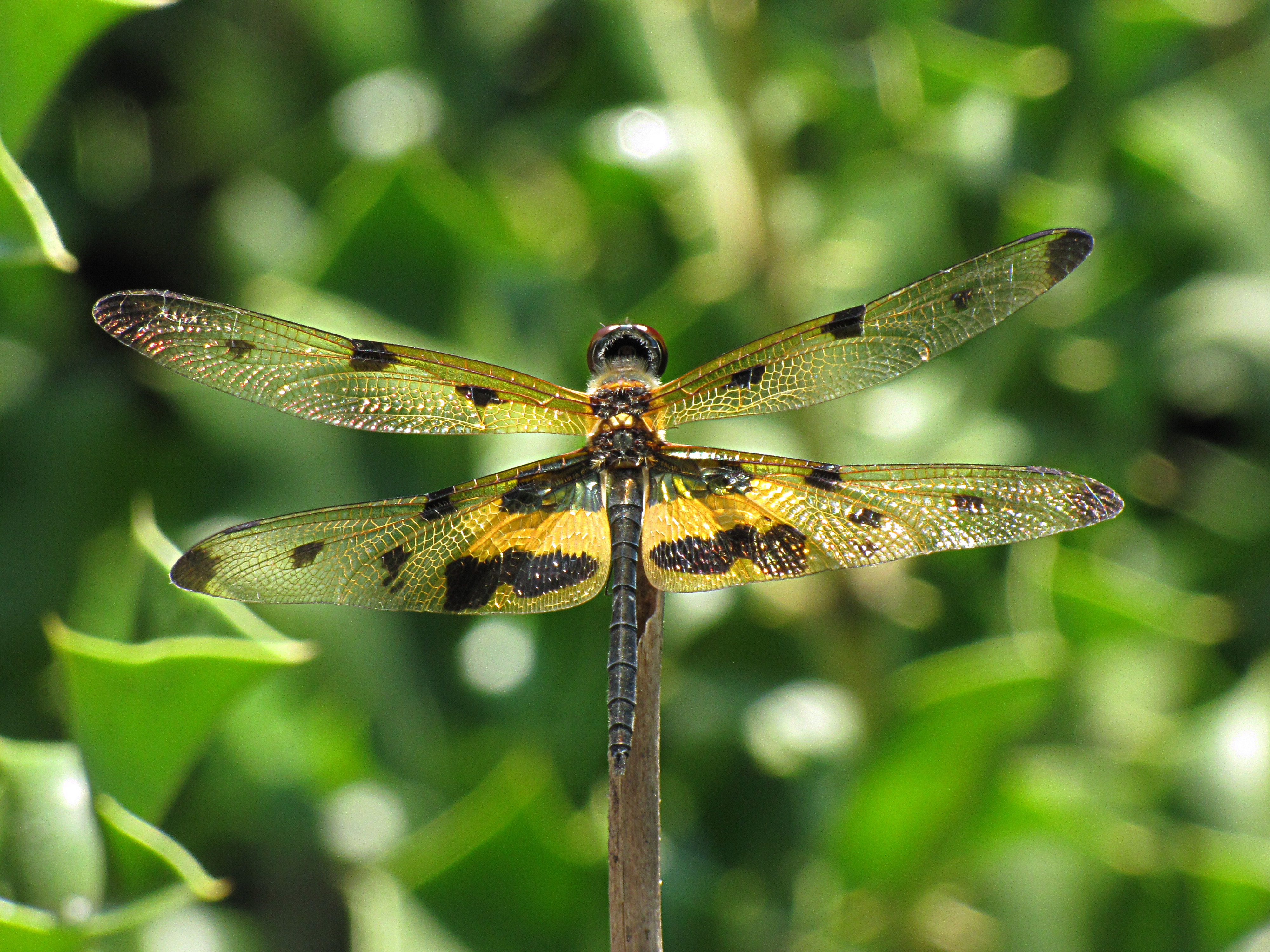
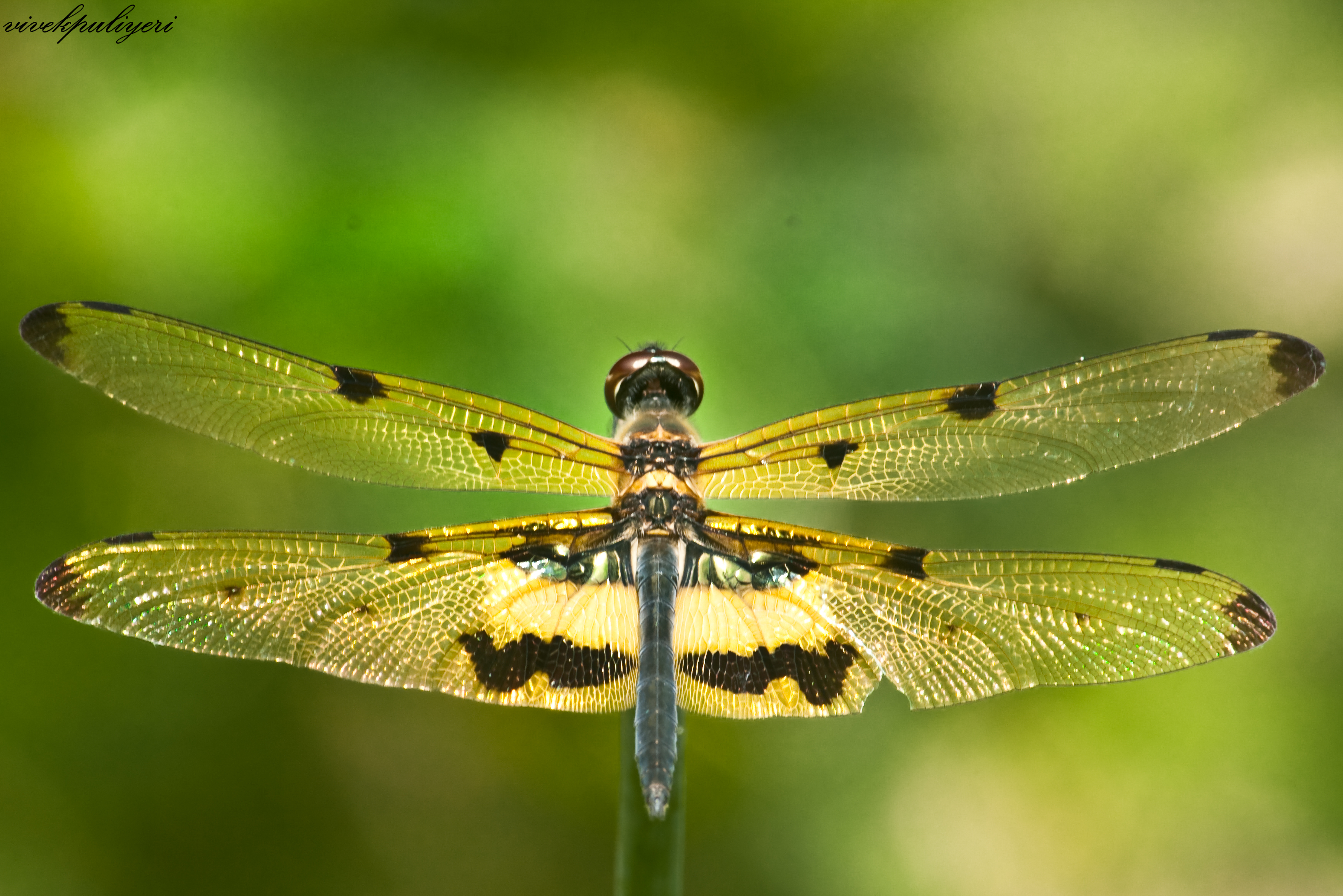
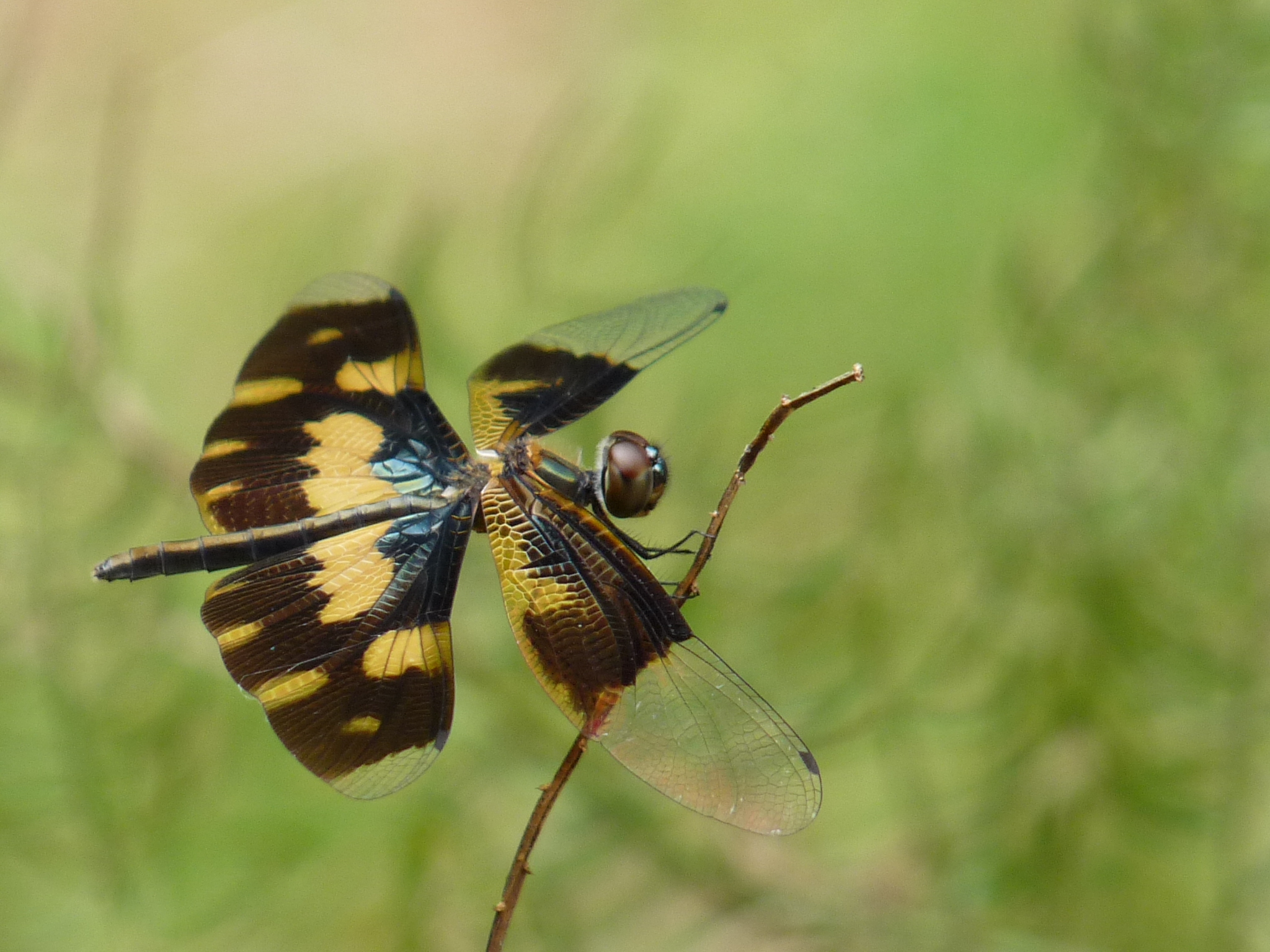